# Schnappenkirche

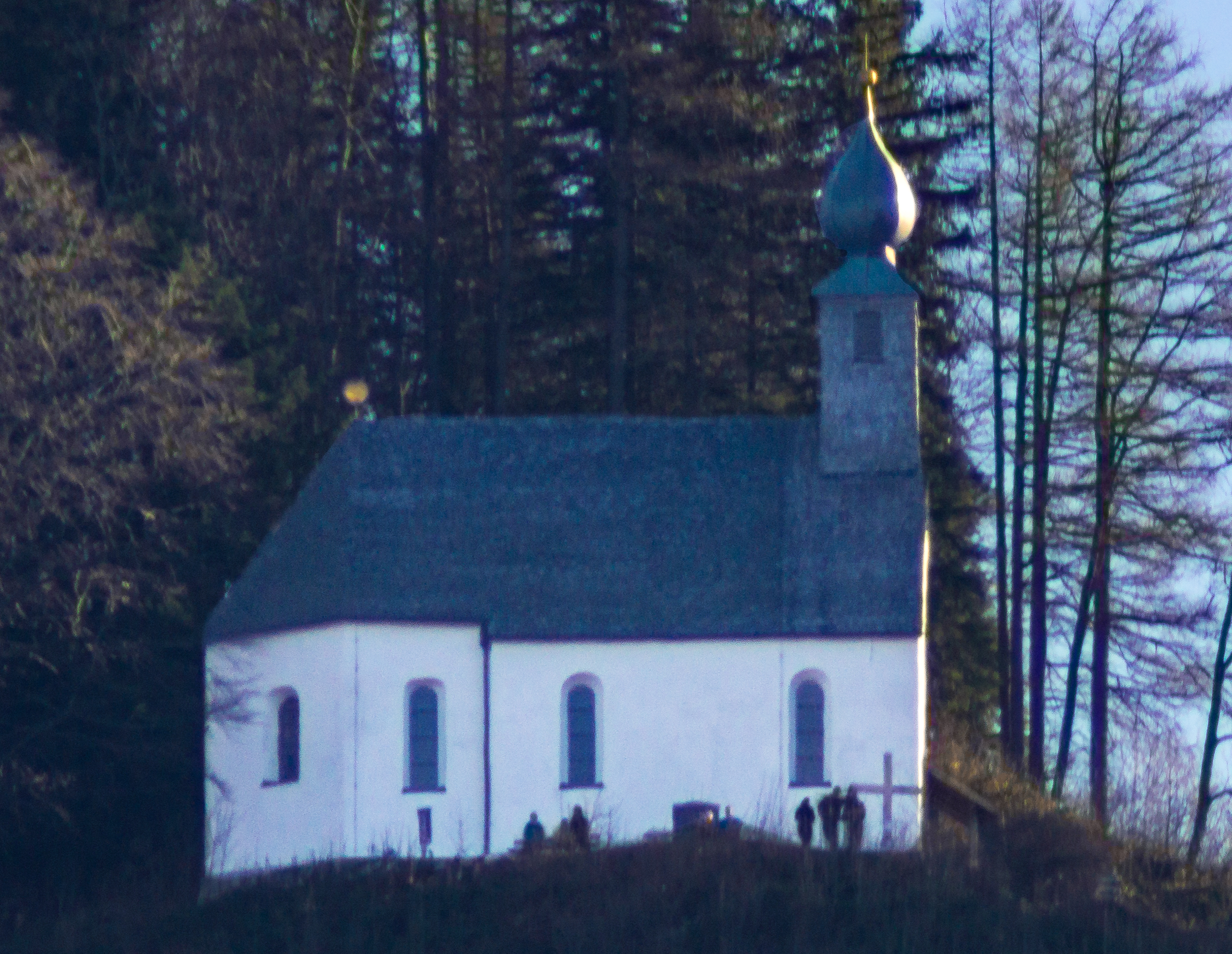
Schnappenkirche von Grassau aus

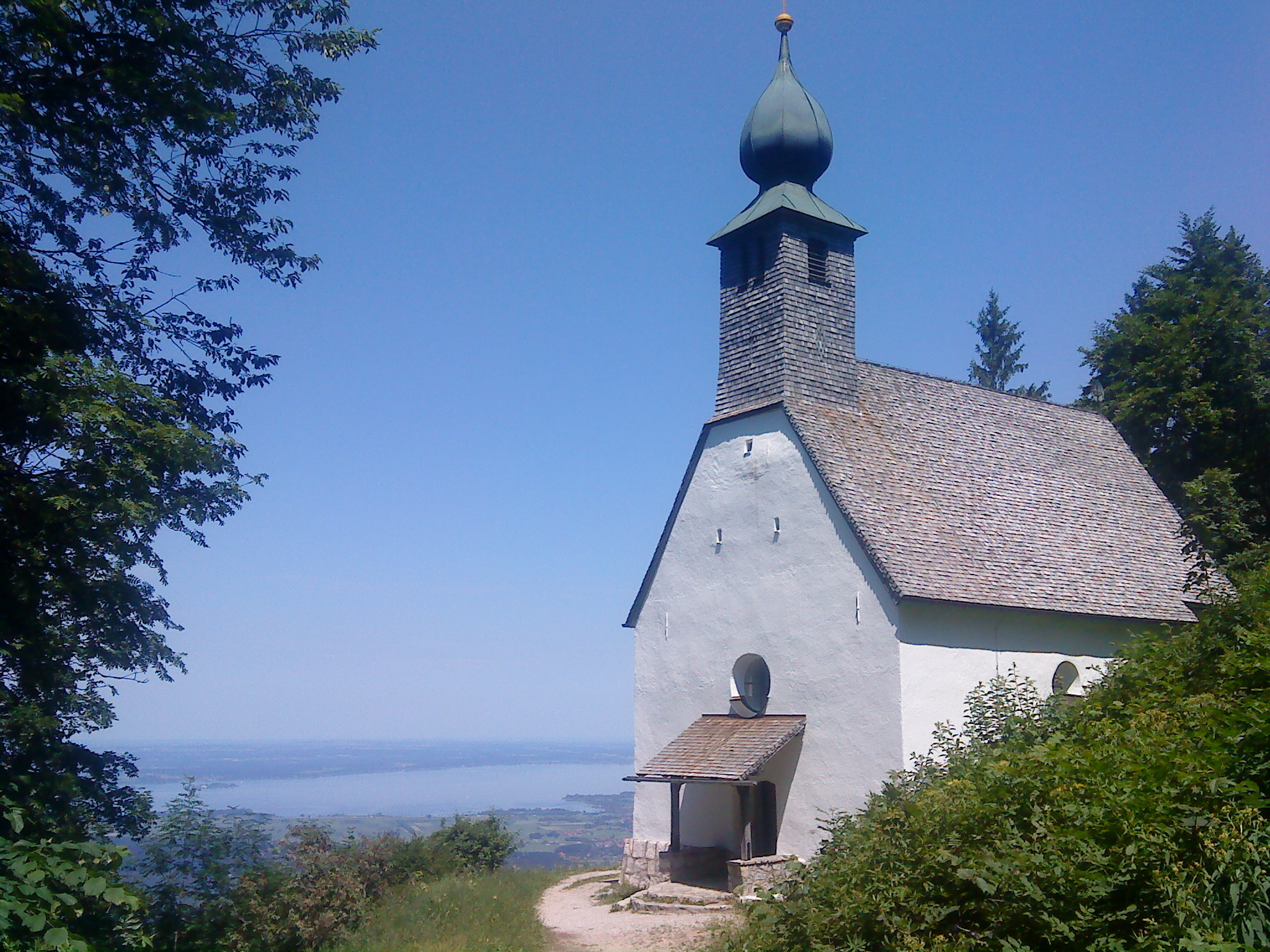
Schnappenkirche mit Chiemsee im Hintergrund

Die Schnappenkirche oder St. Wolfgang auf dem Schnappenberg steht in 1100 m Höhe auf dem Schnappenberg in Marquartstein im oberbayerischen Landkreis Traunstein. Sie ist dem heiligen Wolfgang von Regensburg geweiht und gehört zur Pfarrei Staudach-Egerndach.

## Geschichte
Der Legende nach wurde 1096 der Chiemgaugraf Marquart von Hohenstein an dieser Stelle überfallen und ermordet. Ab ca. 1500 soll es in der Nähe der Kirche eine hölzerne St.-Wolfgangs-Brunnenkapelle gegeben haben, zu der immer mehr Pilger kamen. Also wurde im Auftrag der Pröpste von Kloster Herrenchiemsee nach den Plänen des Traunsteiner Stadtbaumeisters Wolfgang König von 1637 bis 1640 die heutige Kapelle erbaut. Die hölzerne Kapelle bestand bis etwa 1660. Bis 1714 fand hier jeden Samstag eine heilige Messe statt. 1766 wurde die Kirche renoviert.
In der Säkularisation 1803 blieb die zum Abriss bestimmte Kapelle wegen ihrer Unzugänglichkeit verschont. Bis zu diesem Zeitpunkt fanden regelmäßig Wallfahrten statt. Um 1820 und auch in den darauffolgenden Jahren wurde die Kirche immer wieder renoviert und repariert. 1822 wurde die Kirche wieder feierlich eingeweiht. 1829 erteilte Pius VIII. den Wallfahrern, die die Schnappenkirche an zwei Tagen im Jahr besuchen und dort beten, vollkommenen Ablass.
In den Jahren 1960–1965 wurden alte Fresken freigelegt und der Eingang mit einem Vordach neu gestaltet. Bei dem Brand des Schnappenberges 1972 wurde die Kirche nicht beschädigt. Von 1977 bis 1984 erfolgte eine weitere aufwendige Renovierung. 2015 wurde eine nächtliche Beleuchtung der Kirche diskutiert, die aber – hinsichtlich der Gefahr, dass Nicht-Berggängige einen Aufstieg in der Nacht versuchen – nicht umgesetzt wurde.

## Legende
Einst soll ein stattlicher Hirsch während eines Unwetters in der Kapelle Zuflucht gesucht haben. Als der Sturm die Türe zuschlug, war der Hirsch gefangen und schmachtete, sodass er begann, die Läuteseile der Glocke zu essen. Ein Jäger, der das Läuten hörte, befreite schließlich das Tier. Es habe sich noch mehrmals an seine Zufluchtsstätte zurückbegeben.

## Beschreibung und Ausstattung

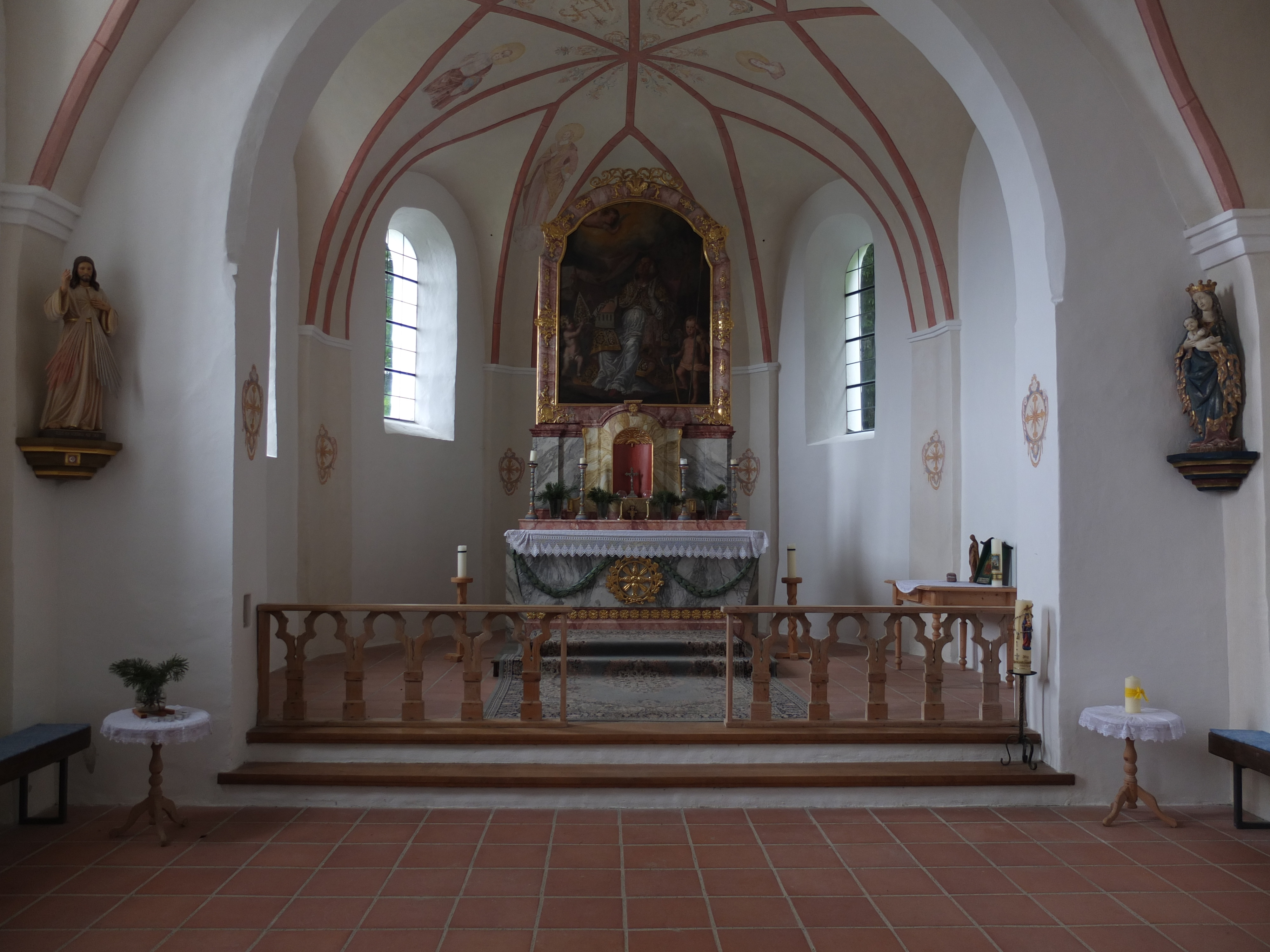
Innenraum

Das barocke Bauwerk besteht aus weiß gestrichenem geschnittenem Tuffstein, auf dem Dachgiebel sitzt ein Zwiebelturm in Form eines Dachreiters. Das Dach ist mit Holzschindeln gedeckt. Die Bergkirche ist innen recht einfach ausgestattet. Der ursprüngliche Hochaltar vom Münchner Matthäus Schütz aus dem Jahr 1644 wurde 1870 durch einen neuen, nach dem Entwurf von Stefan Gelner aus Unterwössen gefertigten neuen ersetzt. Das Altarbild, gemalt von Kaspar Amort im Jahr 1644, wurde dabei in einen Rokokorahmen aus der Schlechinger Pfarrkirche gesetzt. Es zeigt den Kirchenpatron Wolfgang von Regensburg, umrahmt von zwei Engeln, der im Schoß das Bild der Schnappenkirche behütet. Die Fresken erschuf Wolfgang Jakob Schroff aus Traunstein.